# Egglestonichthys patriciae
Egglestonichthys patriciae é uma espécie de peixe da família Gobiidae e da ordem Perciformes.

## Morfologia
- Os machos podem atingir 4,7 cm de comprimento total.[3][4]

## Habitat
É um peixe marítimo, de clima tropical e demersal que vive até 79 m de profundidade.

## Distribuição geográfica
É encontrado no Mar da China Meridional.

## Observações
É inofensivo para os humanos.